# ستاد تطوير العقبة
استاد تطوير العقبة أو ملعب العقبة هو ملعب لكرة القدم مملوك لصالح شركة تطوير العقبة التابعة للحكومة الأردنية، ويقع في مدينة العقبة جنوب الأردن. وهو الملعب البيتي لنادي شباب العقبة.